# Roberto Romanini
Roberto Romanini (Torino, 11 aprile 1966) è un ex canottiere italiano.

## Titoli
- 1988 - campione italiano nel due senza categoria Under 23  e pesi leggeri in barca con Franco Falossi. Vince la coppa delle Nazioni in due senza con Franco Falossi
- 1989 - campione italiano nel due senza; a Bled vince i campionati del mondo nell'otto pesi leggeri.
- 1990 - Tasmania: ancora campione del mondo nell'otto pesi leggeri, sul Lago Berrington in Tasmania.
- 1991 - Vienna: vince i campionati del mondo nell'otto pesi leggeri.
- 1992 e 1993 - campione italiano nel due senza.

Ha partecipato inoltre ad altri tre campionati mondiali, nel 1993, nel 1994 e nel 1995 arrivando in questi ultimi due terzo.
Attualmente (2020) è allenatore della squadra agonistica della Società Canottieri Esperia-Torino e consigliere federale della FIC.